# 顆粒 (漫畫家)
顆粒（Cory Ko）（1982年7月8日—）是台灣女性漫畫家，本名柯瑩玫→柯宥希，東方工商專科學校大眾傳播科畢業。曾擔任漫畫家許培育的助手。

## 作品

### 連載漫畫
- 《夢夢少女漫畫月刊》連載「顆粒畫顆粒」
- Lovely無所不在（2009年1月甜芯月刊開始連載）（全3冊）
- 許個願吧！大喜（2011年1月甜芯月刊開始連載） （全5冊）
- 有何不可（夢夢電子刊休載中）(1～5冊)

### 教學書
- 顆粒的上色好好玩

### 封面
- 糖粉般的寂寞
- 青春是無限孤寂的海-DM
- 就愛在身邊
- 咖啡杯 戀愛了
- 我像天使愛著你
- 愛小說2-雜誌書
- 明若曉溪
- 泡沫之夏
- 寶珠鬼話
- 漫畫聖經（1）最萌BL創作教室
- 漫畫聖經（10）邁向漫畫職人之路

### BL漫畫
- 青春取向（與米絲琳、林珉萱合集）

## 得獎紀錄
- 2010年－《Lovely無所不在》獲國立編譯館優良漫畫獎佳作。[2]
- 2011年－《Lovely無所不在》獲第2屆金漫獎「網路票選最佳人氣獎」和「最佳少女漫畫類獎」。[1][2]
- 2011年－《許個願吧！大喜》獲第8屆金龍獎「最佳少女漫畫類獎」。[1][2]
- 2012年－《許個願吧！大喜》獲第3屆金漫獎「年度漫畫大獎」、「少女漫畫類獎」。
- 2012年－《許個願吧！大喜》獲日本第5屆國際漫畫賞「優秀賞」。[2][3][4]
- 2013年－《許個願吧！大喜》獲第4屆金漫獎「少女漫畫類獎」。
- 2015年－《許個願吧！大喜》獲第6屆金漫獎「少女漫畫類獎」。
- 2016年－《有何不可》獲第7屆金漫獎「少女漫畫類獎」。
- 2018年－《有何不可》獲第9屆金漫獎「少女漫畫類獎」。

## 外部連結
- Cory宥希畫世界 （页面存档备份，存于）（原筆名「顆粒」）的痞客邦部落格
- Cory宥希畫世界 （页面存档备份，存于）（原筆名「顆粒」）的臉書粉絲專頁